# Laurent Schwartz
Laurent-Moïse Schwartz (5 tháng 3 năm 1915 – 4 tháng 7 năm 2002) là một nhà toán học người Pháp. Ông học đại học tại trường École normale supérieure, và giành được huy chương Fields năm 1950 cho những nghiên cứu của ông về lý thuyết phân phối, mang lại cách hiểu rõ ràng cho các đối tượng như hàm delta Dirac. Trong một thời gian dài ông dạy tại trường École polytechnique.
Ngoài công việc nghiên cứu khoa học, ông còn nổi tiếng là một người thẳng thắn, và thiên về chủ nghĩa cộng sản.